# Садыков, Мурад
Мурад Садыков (3 сентября 1936, Ашхабад, Туркменская ССР — 7 мая 2013, Ашхабад, Туркменистан) — советский и туркменский музыкант, вокалист, поэт, основатель и художественный руководитель популярной советской музыкальной группы «Гунеш». Народный артист Туркменской ССР (1982)

## Биография
Родился 3 сентября 1936 года в городе Ашхабаде в семье школьного учителя. Остался без отца в пятилетнем возрасте. Начал петь в 6 лет перед ранеными солдатами в эвакуированных в Ашхабад ленинградских госпиталях. После войны 2 года провёл в детском доме в Ашхабаде, так как матери нечем было кормить детей. Рано начал петь, и старшая сестра Гуля (погибла в Ашхабадском землетрясении 1948 года) привела его в кружок пения во Дворец пионеров. Во время землетрясения попал под завалы и был ранен, из-за чего пропустил два года учёбы в школе.
В 1955 окончил школу и поступил в Туркменский государственный сельскохозяйственный институт имени М. И. Калинина на факультет гидромелиорации. В институте Мурад пел в студенческой самодеятельности, был участником Всемирного фестиваля молодежи и студентов в Москве в 1957 году. За успешное выступление 5 сентября 1957 года был награждён Почетной Грамотой Президиума Верховного Совета Туркменской ССР.
После окончания института в 1960 году (полученная специальность — инженер-гидротехник) поступил на работу инженером в проектный институт «Туркменгипроводхоз»; тогда же поступил на вечернее отделение Туркменского государственного музыкального училища имени Д. Овезова по классу вокала, которое окончил в 1965 году.
В 1962 году перешёл на работу в Институт водных проблем и гидротехники на должность младшего научного сотрудника отдела водохозяйственных проблем. В 1964 году поступил на работу в Госкомитет Совета Министров Туркменской ССР по радиовещанию и телевидению на должность солиста-вокалиста. В 1966 году, уже работая в должности старшего научного сотрудника, был поставлен перед выбором — «или наука, или музыка». Выбрана была музыка.
В 1967 году выступал в Канаде на EXPO’67 в Оттаве и Торонто. Канадская студия грамзаписи и концертный импресарио предлагали ему контракт на запись и годовое турне, однако советское руководство прислало отказ. Выступал с разными оркестрами: симфоническими, эстрадно-симфоническими, народных инструментов, электромузыкальных инструментов, биг-бэндами разных составов — республиканскими, союзными, московскими.
В конце декабря 1969 года Мурад Садыков добился утверждения штата музыкантов для организации и создания вокально-инструментального ансамбля (ВИА) при Госкомитете по телевидению и радиовещанию Туркменской ССР. В начале 1970 года Садыков дал название группе — «Гунeш», что в переводе с туркменского значит «Солнце». Первым солистом был сам Садыков. 23 апреля 1973 года Указом Президиума Верховного Совета Туркменской ССР ему было присвоено звание Заслуженного артиста Туркменской ССР.
Объездил с гастролями весь Советский Союз. Рассказывают, что когда Леонид Быков искал исполнителя песни «Смуглянка» для фильма «В бой идут одни „старики“», он прослушал несколько записей разных певцов, не зная их имен, и, услышав исполнение Мурада Садыкова, заметил: «Вот этот русский парень здорово поет». Ему сказали: «А он не русский.» Тот ответил: «Да не может быть!» Пожалуй, единственное упущение — то, что в титрах не указано, что «Смуглянку» в начале фильма поёт Мурад Садыков. Мурад деликатно не упрекал режиссёра в этом. Вероятно, это было связано с тем, что запись песни была вставлена в фильм без ведома исполнителя.
В 1974 году фирма «Мелодия» выпускает миньон Садыкова «Женский голос».
Все семидесятые годы и до 1985 года Москва постоянно приглашала его. В Москонцерт постоянно поступали заявки именно на его выступление от предприятий и организаций Москвы, так что он помногу раз выступал и на фабриках Москвы, и на ЗИЛе, и в Колонном Зале Дома Союзов, и во Дворце Съездов, в Театре Эстрады и даже в Большом Театре. Многие концерты снимало Центральное Телевидение. Многократно выступал в Ленинграде, некоторые концерты снимало Ленинградское телевидение. Выступал для подводников в Кронштадте. Пел в Болгарии, Польше, Монголии, в 1981 году — во Вьетнаме и Лаосе. Правительство Социалистической Республики Вьетнам наградило его Орденом Дружбы и званием Почетного гражданина города Хошимин. В 1983 году — гастроли на Островах Зелёного Мыса (ныне Республика Кабо-Верде), в Сенегале, Гвинее и Гвинее-Бисау.
Два срока — с 1975 до 1985 год — избирался депутатом Верховного Совета Туркменской ССР, где был один из немногих беспартийных депутатов. 17 августа 1982 года Указом Президиума Верховного Совета Туркменской ССР присвоено звание Народного артиста Туркменской ССР.
В 1985 в группе «Гунеш» начались внутренние разногласия, усиливаемые позицией руководства Гостелерадио. Мурад Садыков решил оставить коллектив, и в 1986-89 годы «Гунеш» окончательно распался.
В 1989 году в Москве Оркестр народных инструментов имени Н. П. Осипова (главный дирижёр и художественный руководитель Н. Н. Калинин) отмечал свое 70-летие. Был приглашен Мурад и спел песни «Уголок России» и «Очарован тобой». Концерт снимало телевидение, и он было показан в передаче «Доброе Утро».
С 1986 — член Всесоюзного музыкального общества, с 1989 — член его Президиума (ныне — Международный союз музыкальных деятелей). Был награждён Почётной медалью Советского фонда мира за активное участие в работе Фонда.
Умер в Ашхабаде в 2013 году.

## Награды
- 1973 — Заслуженный артист Туркменской ССР.
- 1981 — Орден Дружбы (Социалистическая Республика Вьетнам).
- 1982 — Народного артиста Туркменской ССР.
- Почётная медаль Советского фонда мира
- Ветеран труда СССР

## СМИ о Мураде Садыкове
- Группа «ГУНЕШ»
- Скончался Мурад Садыков
- Мурад Садыков
- История одной песни

## Записи Мурада Садыкова
- Смуглянка
- МУРАД САДЫКОВ Русские берёзы.
- ПЕСНИ ОГНЕННЫХ ЛЕТ Поёт Мурад Садыков, фильм-концерт